# فردونیا (آلاباما)
فردونیا (به انگلیسی: Fredonia) شهرکی در شهرستان چمبرز ایالت آلاباما است که مساحت آن ۳۱٫۰۹ کیلومترمربع است و در سرشماری سال ۲۰۱۰ میلادی، ۱۹۹ نفر جمعیت داشته و تراکم جمعیتی آن، ۶٫۴ در کیلومترمربع بوده است.